# Bitwa na wyspie Puná
Bitwa na wyspie Puná – starcie zbrojne, które miało miejsce w roku 1531 podczas hiszpańskiego podboju Peru.
Pod koniec roku 1531 Francisco Pizarro opuścił Tumbes, kierując się na wyspę Puná przyjmując zaproszenie kacyka Tumbali. Władca wyspy nie miał wobec Hiszpanów pokojowych zamiarów, przez co Pizarro nakazał swoim ludziom największe środki ostrożności. Kilkakrotnie doszło do wrogiej postawy ludności, co skłoniło Hiszpana do wydania rozkazu pojmania Tumbali oraz kilku miejscowych dostojoników. Pizarro uwolnił też 600 znajdujących się na wyspie jeńców z Tumbes, którzy byli zawziętymi wrogami mieszkańców wyspy Puná. Działania te spowodowały rebelię Indian, którzy chwycili za broń.
W walkach na wyspie oddziały Pizarra wsparli żołnierze Hernanda de Soto, którzy nadciągnęli z pomocą z Nikaragui. Mając do pomocy oddział jazdy (25 koni), Pizarro ostatecznie stłumił rebelię, po czym zdecydował się opuścić wyspę. Z pomocą przyszli po raz kolejny mieszkańcy Tumbes, część z nich jednak okazała wrogie zamiary, zabijając trzech ludzi Pizarra. W celu rozprawienia się z wrogimi tubylcami z Tumbes Pizarro wysłał przeciwko nim 40 konnych i 80 piechurów, którzy rozbili przeciwnika, zmuszając go do podporządkowania się Hiszpanom. Po pozostawieniu w Tumbes niewielkiego liczącego 25 ludzi garnizonu Pizarro odpłynął na południe.